# Громов Леонід Олександрович
Леонід Олександрович Громов (5 березня 1938, Утчанське — 8 вересня 2014, Київ) — український науковець-нейротоксиколог, нейрофармаколог, педагог. Доктор медичних наук (1974), професор (1989). Заслужений діяч науки і техніки України (1998). Розробник низки лікарських засобів, вперше в світі експериментально довів наявність опіатних рецепторів на внутрішній поверхні мембрани нейрона, досліджував також галузі неврології, психіатрії і наркології.
Протягом 45 років — науковий співробітник Київського науково-дослідного інституту фармакології та токсикології (пізніше — Інститут фармакології та токсикології НАМН України; 1969—2014), засновник та завідувач лабораторії нейрофармакології. Автор понад 300 наукових робіт, зокрема близько 30 авторських свідоцтв на винаходи. Учень академіка Володимира Фролькіса.

## Життєпис

Могила Леоніда Громова, Байкове кладовище

Народився 5 березня 1938 року у селі Утчанка, РРФСР.
У 1961 році закінчив Київський медичний інститут. Відтоді ж займався лікарською роботою. У 1967 році закінчив аспірантуру та здобув науковий ступінь кандидата медичних наук, захиcтивши дисертацію на тему «Клинико-экспериментальный анализ возрастных особенностей реакций сердечно-сосудистой системы на действие папаверина». Учень академіка Володимира Фролькіса.
З 1969 року — науковий співробітник Київського науково-дослідного інституту фармакології та токсикології (пізніше — Інститут фармакології та токсикології НАМН України; КНДІФТ, ІФТ). У 1974 році, у 36-річному віці, здобув науковий ступінь доктора медичних наук, захистивши дисертацію на тему «Нейромедиаторные механизмы и экспериментальная терапия судорожного припадка».
З 1977 року — засновник та завідувач лабораторії нейрофармакології КНДІФТ. Багато років викладав курс лекцій «Хімія лікарських засобів» на кафедрі органічної хімії Київського державного (національного) університету імені Тараса Шевченка, обіймав посаду головного токсиколога Києва. У 1998 році нагороджений званням «Заслужений діяч науки і техніки України».
Працював до останніх днів життя — у співавторстві Леоніда Громова вже після його смерті були опубліковані щонайменше 4 наукові роботи. Помер на 77-му році життя 8 вересня 2014 року. Похований у колумбарії Байкового кладовища (50°24′59.6″ пн. ш. 30°30′6.9″ сх. д. / 50.416556° пн. ш. 30.501917° сх. д.).

## Наукова діяльність
Автор понад 300 наукових робіт, зокрема близько 30 авторських свідоцтв на винаходи. Науковий керівник та консультант близько 30 кандидатів та 10 докторів наук, які працюють не тільки в Україні.
Вже у своїй кандидатській дисертації відкрив та дослідив той факт, що під дією спазмолітика папаверина підвищується артеріальний тиск у людей та тварин похилого віку, що пояснюється впливом папаверина на гемодинамічний центр пацієнта.
Досяг значного прогресу в дослідженнях розвитку судомних станів, порушень мнестичних процесів та структури сну. На основі цих досліджень були розроблені патогенетичні лікарські засоби для корекції перерахованих станів, зокрема атиповий транквілізатор Галотранк, антиконвульсанти Етобровал та Циклобамат тощо.
Вперше в Україні фармакологічно дослідив нейропептиди. За написання однойменної монографії на цю тему у 1995 році був нагороджений премією Національної академії медичних наук України. Разом з колегами вперше в світі експериментально довів наявність опіатних рецепторів на внутрішній поверхні мембрани нейрона.
Досліджував також галузі неврології, психіатрії та наркології. В останні роки життя працював над патогенезом шизофренії, розробляв ґрунтовність гіпотези про те, що розвиток шизофренії починається після змін структурно-функціонального стану мозолистого тіла.
Член президій Асоціації фармакологів України, Українського товариства нейронаук та Європейської асоціації нейроендокринологів, член Товариства токсикологів України. Член редакційних колегій часописів «Фармакологія та лікарська токсикологія», «Вісник фармакології та фармації», «Клінічна фармація», «Современные проблемы токсикологии».

## Науковий доробок (частковий)
- Клинико-экспериментальный анализ возрастных особенностей реакций сердечно-сосудистой системы на действие папаверина: диссертация на соискание ученой степени кандидата медицинских наук / Киевский мед. ин-т им. А. А. Богомольца. — Киев, 1967.
- Нейромедиаторные механизмы и экспериментальная терапия судорожного припадка: диссертация на соискание ученой степени доктора медицинских наук. (14.00.13) / Киев. гос. ин-т усовершенствования врачей. — Киев, 1974.
- Нейропептиды / Л. А. Громов // Киев: Здоровье, 1992. — 245 с.
- Основні проблеми наркоманії / Л. О. Громов // Ліки. — 1996. — № 3. — С. 3–5.
- Применение препаратов рисперидона в детской психиатрии / Л. А. Громов, А. П. Чуприков, Я. Т. Багрий // Вісник психіатрії та психофармакотерапії. — 2008. — № 2 (14). — С. 114—122.
- Пептиды вазопрессинового ряда и поведение: монография / Л. А. Громов [и др.] ; Днепропетровская гос. медицинская академия. Центральная научно-исследовательская лаборатория. — Д. : Пороги, 2009. — 176 с.
- Коррекция антагонистом рецепторов интерлейкина-1 неврологических и когнитивных нарушений при экспериментальном ишемическом инсульте / Э. В. Супрун, Л. А. Громов, И. Ф. Беленичев // Український вісник психоневрології. — 2010. — Т. 18, вип. 2.
- Модуляция апоптоза как необходимое звено нейропротекции / Э. В. Супрун, Л. А. Громов // Український вісник психоневрології. — 2011. — Т. 19, вип. 2. — С. 120—124.
- Мітопротективний ефект рецепторного антагоніста інтерлейкіну-1 при експериментальному церебральному інсульті / Е. В. Супрун, Л. О. Громов, І. Ф. Бєленічев, О. М. Іщенко, О. С. Супрун // Патологія. — 2012. — № 3. — С. 71-75.
- Влияние ронколейкина на эффекты системы оксида азота в головном мозге крыс с экспериментальным геморрагическим инсультом / Н. А. Бут, Э. В. Супрун, Л. А. Громов, А. Ф. Пиминов // Патологія. — 2012. — № 3. — С. 123.
- Аналiз антигiпоксичного ефекту iмунокоректора ронколейкiну методом кореляцiйних структур / Е. В. Супрун, Л. О. Громов, Н. О. Бут // Український журнал клінічної та лабораторної медицини. — 2012. — Т. 7, № 4. — С. 101—106.
- Аналіз ефективності церебропротекції Ронколейкіном при геморагічному інсульті методом кореляційних структур / Е. В. Супрун, Л. О. Громов, О. С. Супрун // Український вісник психоневрології. — 2012. — Т. 20, вип. 2. — С. 30-34.
- Действие антиконвульсантов на систему оксида азота / Л. А. Громов, И. Ф. Беленичев, Л. Г. Гончар-Чердакли, Г. А. Жерновая // Український біохімічний журнал. — 2013. — Т. 85, № 1. — С. 79-83.
- Формування резистентності (толерантності) до анксіолітичної дії феназепаму за тривалого введення мишам / О. О. Котов, Л. О. Громов, О. К. Ярош // Фармакологія та лікарська токсикологія. — 2014. — № 6. — С. 27-31.
- Експериментальне дослідження півкульної асиметрії антидепресивних ефектів амітриптиліну / Л. О. Громов, Л. Г. Гончар, А. П. Чердаклі, Л. С. Тарнавська, В. Я. Пішель, О. К. Ярош // Фармакологія та лікарська токсикологія. — 2015. — № 1. — С. 19-23.
- Домінуюча участь півкуль головного мозку в антидепресивних ефектах флуоксетину та пірліндолу / Л. О. Громов, К. О. Черноштан, О. Д. Мовчан, Л. С. Тарнавська, О. К. Ярош // Фармакологія та лікарська токсикологія. — 2015. — № 4-5. — С. 27-32.
- Механізми розвитку толерантності до антипсихотичних засобів / Л. О. Громов, К. О. Черноштан, О. Д. Мовчан, Л. С. Тарнавська, О. К. Ярош // Фармакологія та лікарська токсикологія. — 2015. — № 2. — С. 27-31.
- Зміни анксіолітичних властивостей альпразоламу в динаміці курсового введення мишам / О. О. Котов, Л. О. Громов, О. К. Ярош // Фармакологія та лікарська токсикологія. — 2015. — № 2. — С. 32-36.

### Авторські свідоцтва на винаходи (у співавторстві)
- 1996 — «Спосіб лікування чоловічого гіпогонадизму»
- 2000 — «Засіб для лікування амнезій, порушення мнестичних і розумових функцій, зниження вираженості неврологічних органічних симптомів і підвищення фізичної працездатності»
- 2000 — «Спосіб отримання екстракту звіробою, що має антидепресивну активність»
- 2001 — «N-(41 -ацетилфеніл) — 3,4,5-триметоксибензамід психотропний засіб з транквілізуючим типом дії»
- 2003 — «Спосіб лікування абстинентного синдрому у хворих з опійною залежністю»
- 2003 — «Засіб для лікування малих форм епілепсії»
- 2003 — «Флутамід — засіб для лікування опійної наркоманії»
- 2004 — «Бікалутамід — засіб для лікування опійної наркоманії»
- 2004 — «Ципротерон — засіб для лікування опійної наркоманії»
- 2008 — «N-арилалкінілкарбамати та їх циклічні ізомери, які виявляють протисудомну активність»
- 2008 — «Застосування рисперидону як засобу для лікування опіоїдної залежності»
- 2011 — «Фармацевтична композиція для лікування хворих на опіоїдну залежність»